# Wenzel Gusztáv

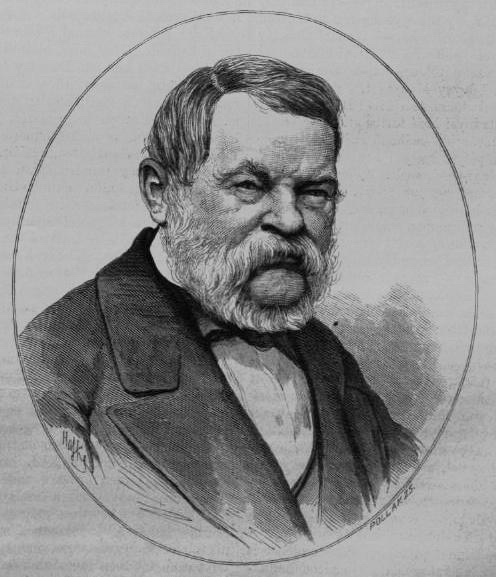
Wenzel Gusztáv portréja

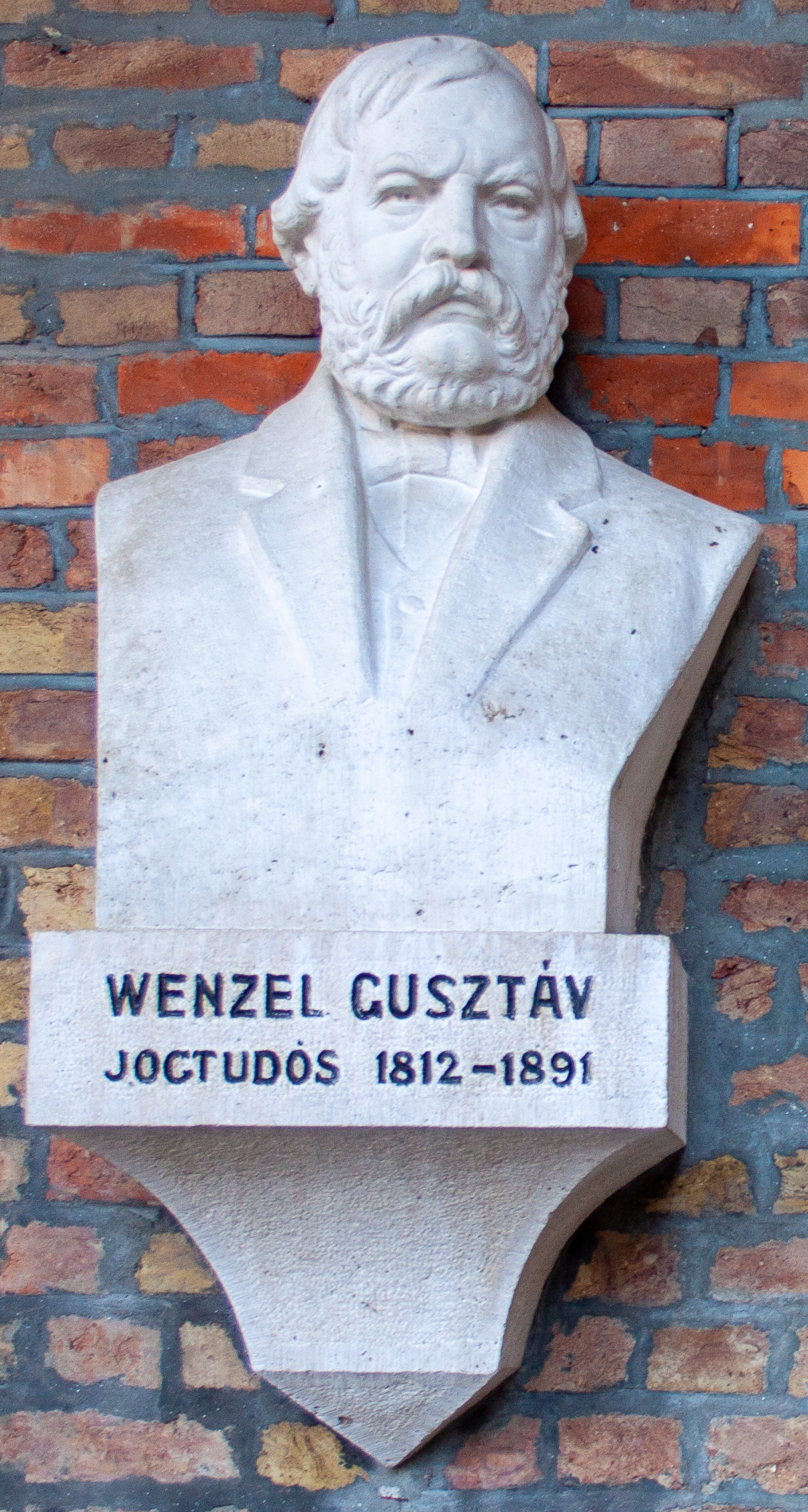
Mellszobra a szegedi Dóm téren

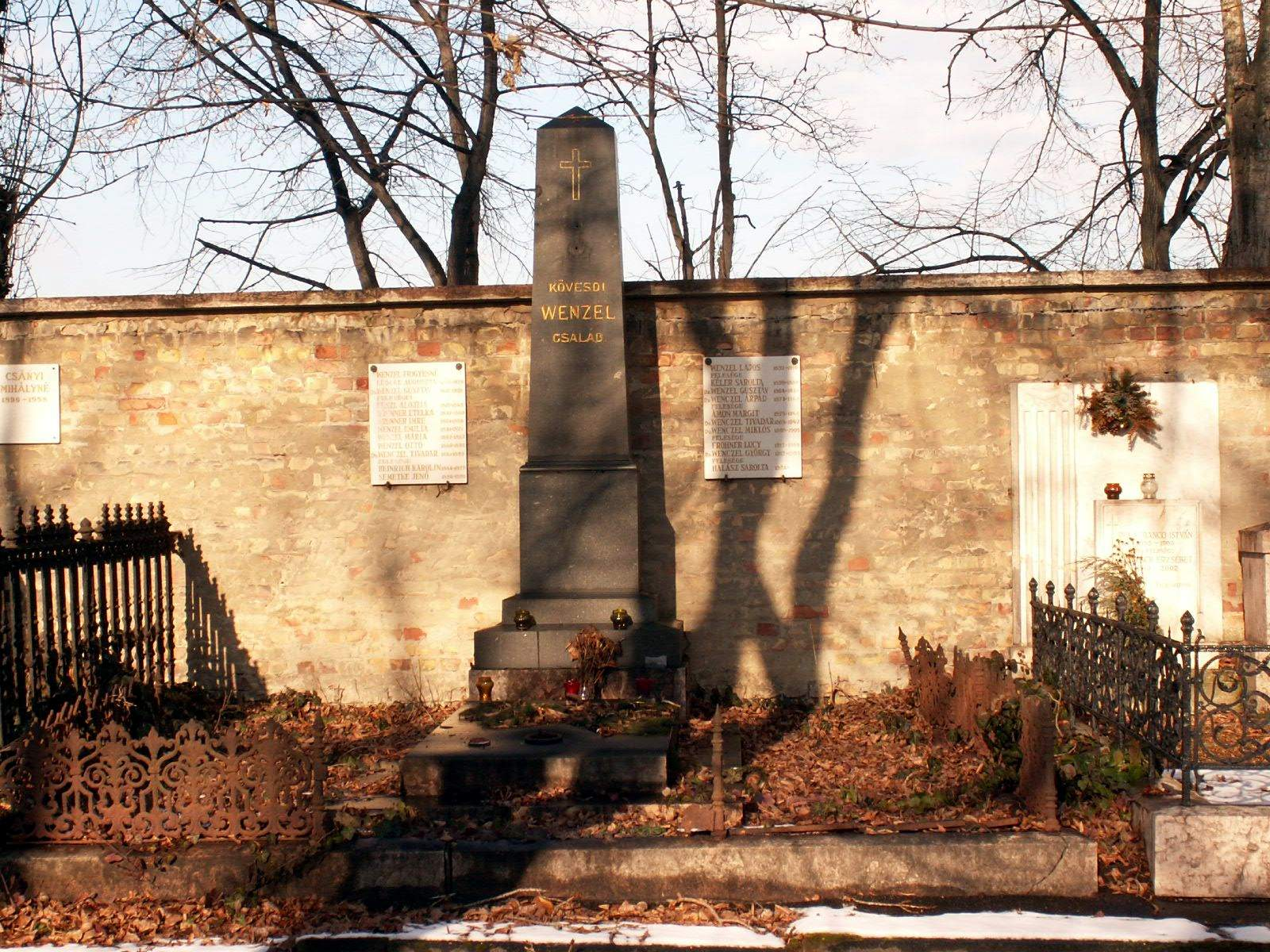
Sírja a Fiumei úti sírkertben (Bal oldali falsírboltok, B-182)

Kövesdi Wenzel Gusztáv (Luckau, Szászország, 1812. január 19. – Budapest, 1891. november 20.) jogtudós, egyetemi tanár, történetíró, az MTA tagja, a főrendiház tagja. Talán legjelentősebb műve az Árpádkori Új Okmánytár című forráskiadványsorozat.

## Életpályája
Alsó-Luzsicában (Niederlausitz) született, ahol atyja akkor a Napóleon ellen viselt háborúban mint huszárkapitány állomásozott. Tanulmányait a milánói katonaiskolában kezdette és a veronai gimnáziumban folytatta, majd Salzburgba került, végül a veszprémi és váci gimnáziumban fejezte be középiskolai tanulmányait. A jogot Bécsben és Pest-Budán hallgatta. 1836-ban jogi doktor lett; ekkor adta ki első értekezését Dissertatio inauguralis juridica de fontibus iuris privati Hungarici et theses e scientiis iuridicis ac politicis, Pestini.
Elvállalta József nádor fiának, Sándor királyi hercegnek a tanítását, azonban a herceg még ugyanabban az évben meghalt. Wenzel Gusztáv ezután  a pesti tudományegyetemen a bölcsészeti, majd 1838-ban a jogi karnál nyert helyettes tanári minőségben alkalmazást. A következő évben Bécsben a Theresianumban a magyar ifjak magyar jogi tanára és prokurátora lett. Innen a szabadságharc után a pesti egyetemre került és 1850-ben a magánjog és bányajog rendes tanárává nevezték ki. 1861-ben a magyar magánjog tanítását fogadta el s tanította 1889-ig. A Magyar Tudományos Akadémia 1846. szeptember 18-án levelező tagjává választotta, akkor, midőn még alig írt egyebet, mint az 1843-ban kiadott magyarázó szöveget a Geiger Nepomuk János magyar történelmi tárgyú képeihez, mely Bécsben magyar és német nyelven jelent meg; de aki felkutatta a legelrejtettebb forrásmunkákat, levéltárakat s búvárkodott, folyamatosan kereste az összeköttetést a külföld legjelesebb tudósaival. 1866-ban a pesti egyetem rektora, 1868-ban királyi tanácsos lett. A Magyar Történelmi Társulat másodelnöke s a délszláv történeti társulat tagja, 1879. május 12-én ünnepelte negyvenéves tanári jubileumát. Ekkor I. Ferenc József magyar király kövesdi előnévvel nemességet adományozott neki, az egyetemtől pedig a díszoklevelet kapott. 1889-ben történt nyugdíjaztatása alkalmával a király a főrendiház örökös tagjává nevezte ki.
Irodalmi módszerének talán legfőbb jellemvonása az, hogy minden írását, amelynek természete ezt megengedte, elsősorban saját forráskutatásaira építette. A kútfők felkeresésében fáradhatatlan volt. Mint jogtörténész úttörő volt, mert nevéhez fűződik az egyetemes európai jogtörténet megteremtése. Meggyőződése volt, hogy a hazai jogélet, a hazai jog történetét csak az európai jogfejlődés menete teszi érthetővé. Lelkesen képviselte a magyar jogot. A magyar és erdélyi magánjog rendszere című kétkötetes magánjogi főművében állandóan hangsúlyozta azt a meggyőződését, hogy a magyar magánjog mind történeti előzményei, mind fejlődési irányai szerint nemzeti jog, melynek kútfői idegen befolyások által nemzeti jellemökből nem voltak soha kivetkőztetve.
Dédunokája idősebb dr. Bertényi Iván történész.

## Emlékezete
Emlékbeszédet Vécsey Tamás tartott felette az Akadémián. (Emlékbeszédek VIII. kötet 5 füzet).

## Művei
- 1850 Frangepán Kristóf velenczei fogsága. Pest
- 1850 Werbőczy István velenczei követsége 1519: Marino Sanuto eredeti feljegyzéseiből: Pest: Eisenfelsés Emich ny. 1850. 14 p.
- 1851 Tanulmányok a "Magyar Jogtudomány" köréből:I.:Kitonich János "Directio methodica processus judiciarii juris consuetudinarii inclyti regni Hungariae" című munkájának jogtudományi méltatására. Pest: Eisenfels és Emich Könyvnyomdája, 1851. 25 p.
- 1853 Ideiglenes polgári perrendtartás Magyar-, Horvát-, Tótország, a Szerbvajdaság és a Temesi Bánság számára (1852. szept. 16-ról): különös tekintettel a bíróságaink tiszti eljárását illető rendeletekre, az erdélyivel (1852. máj. 3-ról) egybefoglalva. Pest: Geibel, 1853. VII, 381, 85 p.
- 1854 Az ausztriai általános polgári törvénykönyv magyarázata. Pest
- 1855 Handbuch des österr, allg. Bergrechtes. Bécs
- 1856 Okmányi kalászat. Pest
- 1856 A magyar történet legrégibb idejétől 1561-ig. Pest
- 1856 Bon Alajos jelentése. Pest
- 1856 Kiefenberger és Radler német költeményeik méltatása. Pest
- 1856 Budai regesták. Pest
- 1857 Szerémi György II. Lajos és János királyok házi káplánja emlékirata Magyarország romlásáról 1484-1543. Pest: Magyar Tudományos Akadémia Történelmi Bizottmánya, 1857. XXXIV., 410 p.
- 1859 Mátyás király egykorú szobra Budiszinban
- 1860-1870 Codex Diplom. Arpadianus Continuatus. Árpádkori Új Okmánytár I-VIII. Monumenta Hungariae Historica. Diplomataria. I. II. III. IV.V.VI.VII.VIII.IX.X.XI.XII.
- 1863 Ozorai Pipo: magyar történelmi jellemrajz Zsigmond király korából. Pest: Emich G., 1863. 101 p.
- 1863-1864/1872/1879/1885 A magyar és erdélyi magánjog rendszere I-II. Pest: Egyetemi Ny. 1863-1864.
  - 1. kötet: 1863. XIX, 689 p.
  - 2. kötet: 1864. X, 388 p.
- 1869/1870/1873 Egyetemes európai jogtörténet. Buda/Budapest: Egyetemi Ny., 1869. XIII, 760, [1] p.
- 1866/1872 Magyar és erdélyi bányajog rendszere. Buda/Pest
- 1871 Kassa város parketkészítése a XV. század kezdetén. Pest
- 1872 Magyarország jogtörténetének rövid vázlata. Pest
- 1872 Diósgyőr egykori történelmi jelentősége. Pest
- 1872 Nyitra vármegyének XV. századbeli vámhelyei. Pest
- 1872 A magyar bányajog rendszere: 1. füzet: Általános rész, 2. füzet: Különös rész. Pest: Athenaeum; Budapest: Magy. Kir. Egyetemi Könyvnyomda, 1872-1879. 216 p.
- 1873 Adalék az erdélyi szászok történetéhez, az Andreanum előtti időkből. Pest
- 1873 Adalék 1352-ből az Arany Bulla néhány czikkének alkalmazásához és magyarázásához. Pest
- 1873 Nevezetes per lőcsei polgárok között : 1421-1429 : adalék Magyarország jogtörténetéhez. Pest
- 1874 Stibor vajda : életrajzi tanulmány. Pest
- 1874/1876 Magyar Diplomácziai Emlékek az Anjou-korból I. II. III.
- 1874 A magyar magánjog rendszere. 1. kötet: 3. kiad. 1879. XX, 422 p.; 2. kötet: 2. kiad. 1874. XII, 519 p. Budapest: Magyar Királyi Egyetemi Könyvny., 1874-1879
- 1875 Visszapillantás az előbbi magyar királyi curiának 1724-1769-iki működésére. Budapest
- 1876 Az összehasonlító jogtudomány és a magyar magánjog. Budapest
- 1876 Az Országos jog és a particularis jogok közti viszony. Budapest
- 1876 Az alsómagyarországi bányavárosok küzdelmei a nagy-lucsei Dóczyakkal : 1494-1548. Budapest
- 1877 Magyarország városai és városjogai a múltban és jelenben. Budapest
- 1877 Az egyetemes európai jogtörténetnek rövid vázlata. Budapest: Pfeifer, 1877. 218, [2] p.
- 1878 A „Servitus fumi immittendi” hazai jogunk rendszerében. Budapest
- 1878 A XV. századi tárnoki jog – Tanulmány a hazai jogtörténet köréből. Budapest
- 1878 Thurzó Zsigmond, János, Szaniszló és Ferencz, négy egykorú püspök a Bethlenfalvi Thurzó-családból : 1497–1540. Budapest
- 1879 Tata fénykora : 1412-1542. Budapest
- 1880 Magyarország bányászatának kritikai története. Budapest
- 1881 Az európai vasuti ügy fejleményei és eredményei a magyar magánjog szempontjából. Budapest
- 1882 A Fuggerek jelentősége Magyarország történetében. Budapest
- 1883 A vasúti ügy s a pósta- és távirdai ügy közti összeköttetés Magyarországban, a közlekedési és név szerint a vasúti jog szempontjából. Budapest
- 1884 Kritikai tudományok a Frangepán család történetéhez. Budapest
- 1885 Az 1848. előtti magyar magánjog: tekintettel ujabb átalakitására. Budapest: M. Kir. Egy. Ny., 1885. XX, 430 p.
- 1887 Rosztizlaw galicziai herczeg, IV. Béla magyar királynak veje. Budapest
- 1887 Magyarország mezőgazdaságának története. Budapest
- 1986 Sátoraljaújhely város kiváltságlevele, 1261. [Miskolc]: Borsod-Abaúj-Zemplén Megyei Levéltár, 1986. 12 p.

Számos tanulmánya jelent meg a Magyar Történelmi Emlékekben, a Magyar Történelmi Tárban, a Magyar Tudományos Akadémia társadalmi tárgyú értekezéseiben, a Történelmi Értekezések között, az Akadémiai Értesítőben, az akadémia Évkönyvében, az Archaeologiai Értesítőben, a Századokban, valamint a Magyar orvosok és természetvizsgálók XII. nagygyűlésének munkálatai közt.